# Hyposoter grahami
Hyposoter grahami là một loài tò vò trong họ Ichneumonidae.